# フー・マンチュー (オランウータン)
フー・マンチュー（英: Fu Manchu, 1959年?–1992年5月4日）は、アメリカの動物園で飼育されていたオランウータンである。1968年に施錠された扉を自分で開けて囲いから脱出し、話題を集めた。

## 生涯
フー・マンチューはネブラスカ州オマハのヘンリー・ドーリー動物園が初めて受け入れたオランウータンのうちの一頭であった。フー・マンチューが脱走事件を起こしたのは1968年10月のことである。
この時期は休園中で、天気の良い日は健康のため、オランウータンを屋外の展示場に出すことになっていた。その日もオランウータンは屋外展示場に出されていたが、しばらくしてフー・マンチューがほかのオランウータンと囲いを抜け出し、象舎の近くで木に登っているのが発見された。一団は速やかに囲いに戻され、どうやって抜け出したのか調査された。展示場から外に通じる扉に鍵がかかっていなかったことが判明し、飼育係が施錠を忘れたものとして処理された。しかし次の好天の日にも同じことが起き、飼育係の不注意が問題視されていた。
飼育係の不注意が原因ではないことが判明したのは、次にオランウータンを屋外展示場に出したときであった。係が観察している前で、フー・マンチューは問題の扉に近づき、金属片を扉の間に通して鍵を外し、扉を開いた。フー・マンチューに続いて、ほかのオランウータンも外に出てきた。金属片はフー・マンチューが唇と歯茎の間に隠し持っていたものであった。事件はマスコミの格好の話題となり、錠前の業界団体はフー・マンチューを名誉会員として迎え入れた。調査の結果、金属片は肥満で隔離されていた別のオランウータンの収容場所で使用されていた部材の一部であり、フー・マンチューが食べ物を差し入れ、このオランウータンから金属片を入手したのではないかとも推測された。このように事件はさまざまな知的活動の可能性を示唆するものであったが、当時の霊長類研究は類人猿に人間の言語を理解させることに向いており、フー・マンチューの事例が学界で取り上げられることはなかった。
1983年、フー・マンチューはテキサス州ブラウンズビルのグラディス・ポーター動物園に移り、1992年、同園で死亡した。その生涯に20頭の子を儲けた。その後も事件の記憶は残り、2014年には事件を取り上げた絵本が出版されている。